# Petra Martić
Petra Martić (Duće, 19 januari 1991) is een tennisspeelster uit Kroatië. Martić begon met tennis toen zij vijf jaar oud was. Haar favoriete ondergrond is hardcourt. Zij speelt rechtshandig en heeft een tweehandige backhand.

## Loopbaan

### Enkelspel
Martić debuteerde in 2005 op het ITF-toernooi van Dubrovnik (Kroatië). Zij stond in 2007 voor het eerst in een finale, op het ITF-toernooi van Jersey (Brits Kroonbezit) – zij verloor van de Duitse Sabine Lisicki. In 2008 veroverde Martić haar eerste titel, op het ITF-toernooi van Zagreb (Kroatië), door de Oostenrijkse Yvonne Meusburger te verslaan. In totaal won zij vier ITF-titels, de laatste in 2017 in Santa Margherita di Pula (Italië).
In 2007 speelde Martić voor het eerst op een WTA-hoofdtoernooi, op het toernooi van Miami. Zij stond in 2012 voor het eerst in een WTA-finale, op het toernooi van Kuala Lumpur – zij verloor van de Taiwanese Hsieh Su-wei. In 2018 veroverde Martić haar eerste WTA-titel, op het toernooi van Chicago, door de Duitse Mona Barthel te verslaan. Tot op heden(februari 2023) won zij drie WTA-titels, de meest recente in 2022 in Lausanne.
Haar beste resultaat op de grandslamtoernooien is het bereiken van de kwartfinale, op Roland Garros 2019. Haar hoogste notering op de WTA-ranglijst is de 14e plaats, die zij bereikte in januari 2020.

### Dubbelspel
Martić was in het dubbelspel minder actief dan in het enkelspel. Zij debuteerde in 2008 door deel te nemen aan het Kroatische Fed Cup-team, samen met Ana Vrljić. Zij stond in 2009 voor het eerst in een finale, op het ITF-toernooi van Zagreb (Kroatië), samen met landgenote Ajla Tomljanović 
– hier veroverde zij haar eerste titel, door het duo Ksenia Milevskaya en Anastasia Pivovarova te verslaan. In totaal won zij vijf ITF-titels, de laatste in 2015 in Burnie (Australië).
In 2009 speelde Martić voor het eerst op een WTA-hoofdtoernooi, op het toernooi van Miami, samen met de Amerikaanse Coco Vandeweghe. Zij bereikten er de tweede ronde. Zij stond in 2012 voor het eerst in een WTA-finale, op het toernooi van Parijs, samen met de Duitse Anna-Lena Grönefeld – zij verloren van het Amerikaanse koppel Liezel Huber en Lisa Raymond. In 2016 veroverde Martić haar eerste WTA-titel, op het toernooi van Bol, samen met de Zwitserse Xenia Knoll, door het koppel Raluca Olaru en İpek Soylu te verslaan.
Haar beste resultaat op de grandslamtoernooien is het bereiken van de kwartfinale, eenmaal op Roland Garros 2021 samen met de Amerikaanse Shelby Rogers, en andermaal op het Australian Open 2022 met dezelfde partner. Haar hoogste notering op de WTA-ranglijst is de 49e plaats, die zij bereikte in februari 2022.

### Tennis in teamverband
In de periode 2008–2022 maakte Martić deel uit van het Kroatische Fed Cup-team – zij behaalde daar een winst/verlies-balans van 13–11.

## Posities op deWTA-ranglijst
Positie per einde seizoen:
| jaar | rang enkelspel | rang dubbelspel |
| ---- | -------------- | --------------- |
| 2007 | 325            | –               |
| 2008 | 214            | –               |
| 2009 | 84             | 139             |
| 2010 | 144            | 86              |
| 2011 | 49             | 97              |
| 2012 | 59             | 58              |
| 2013 | 116            | 83              |
| 2014 | 179            | 97              |
| 2015 | 144            | 101             |
| 2016 | 266            | 182             |
| 2017 | 89             | 600             |
| 2018 | 32             | 263             |
| 2019 | 15             | 154             |
| 2020 | 18             | 301             |
| 2021 | 54             | 78              |
| 2022 | 39             | 177             |

## Palmares
| Legenda                 |
| ----------------------- |
| Grandslamtoernooi       |
| Olympische Spelen       |
| Year-End Championships  |
| Premier Mandatory       |
| Premier Five / WTA 1000 |
| Premier / WTA 500       |
| International / WTA 250 |
| Challenger / WTA 125    |

### WTA-finaleplaatsen enkelspel
| nr.              | finale     | toernooi         | ondergrond    | tegenstandster       | score               |         |
| ---------------- | ---------- | ---------------- | ------------- | -------------------- | ------------------- | ------- |
| gewonnen finales |            |                  |               |                      |                     |         |
| 1.               | 2018-09-09 | WTA Chicago      | hardcourt     | Mona Barthel         | 6-4, 6-1            | details |
| 2.               | 2019-04-28 | WTA Istanbul     | gravel        | Markéta Vondroušová  | 1-6, 6-4, 6-1       | details |
| 3.               | 2022-07-17 | WTA Lausanne     | gravel        | Olga Danilović       | 6-4, 6-2            | details |
| verloren finales |            |                  |               |                      |                     |         |
| 1.               | 2012-03-04 | WTA Kuala Lumpur | hardcourt     | Hsieh Su-wei         | 6-2, 5-7, 1-4, opg. | details |
| 2.               | 2018-07-22 | WTA Boekarest    | gravel        | Anastasija Sevastova | 6-7, 2-6            | details |
| 3.               | 2019-09-15 | WTA Zhengzhou    | hardcourt     | Karolína Plíšková    | 3-6, 2-6            | details |
| 4.               | 2023-02-12 | WTA Linz         | hardcourt (i) | Anastasija Potapova  | 3-6, 1-6            | details |

### WTA-finaleplaatsen vrouwendubbelspel
| nr.              | finale     | toernooi        | ondergrond    | partner             | tegenstandsters                                | score            |         |
| ---------------- | ---------- | --------------- | ------------- | ------------------- | ---------------------------------------------- | ---------------- | ------- |
| gewonnen finales |            |                 |               |                     |                                                |                  |         |
| 1.               | 2016-06-05 | WTA Bol         | gravel        | Xenia Knoll         | Raluca Olaru İpek Soylu                        | 6-3, 6-2         | details |
| verloren finales |            |                 |               |                     |                                                |                  |         |
| 1.               | 2012-02-12 | WTA Parijs      | hardcourt (i) | Anna-Lena Grönefeld | Liezel Huber Lisa Raymond                      | 6-7, 1-6         | details |
| 2.               | 2012-06-17 | WTA Bad Gastein | gravel        | Anna-Lena Grönefeld | Jill Craybas Julia Görges                      | 7-6, 4-6, 9-11   | details |
| 3.               | 2013-04-28 | WTA Marrakesh   | gravel        | Kristina Mladenovic | Tímea Babos Mandy Minella                      | 3-6, 1-6         | details |
| 4.               | 2016-03-06 | WTA Monterrey   | hardcourt     | Maria Sanchez       | Anabel Medina Garrigues Arantxa Parra Santonja | 6-4, 5-7, [7-10] | details |

## Resultaten grandslamtoernooien
| Legenda | Legenda                          |
| ------- | -------------------------------- |
| g.t.    | geen toernooi gehouden           |
| l.c.    | lagere categorie                 |
| –       | niet deelgenomen                 |
| G       | uitgeschakeld in de groepsfase   |
| 1R      | uitgeschakeld in de eerste ronde |
| 2R      | uitgeschakeld in de tweede ronde |
| 3R      | uitgeschakeld in de derde ronde  |
| 4R      | uitgeschakeld in de vierde ronde |
| KF      | uitgeschakeld in de kwartfinale  |
| HF      | uitgeschakeld in de halve finale |
| F       | de finale verloren               |
| W       | het toernooi gewonnen            |
| w-v     | winst/verlies-balans             |

### Enkelspel
| toernooi        | 2009 | 2010 | 2011 | 2012 | 2013 | 2014 | 2015 |    | 2017 | 2018 | 2019 | 2020 | 2021 | 2022 | 2023 |
| --------------- | ---- | ---- | ---- | ---- | ---- | ---- | ---- | -- | ---- | ---- | ---- | ---- | ---- | ---- | ---- |
| Australian Open | –    | 1R   | 2R   | 1R   | 1R   | 1R   | 1R   | –  | 4R   | 3R   | 2R   | 1R   | 1R   | 2R   |      |
| Roland Garros   | 2R   | 1R   | –    | 4R   | 1R   | 1R   | 1R   | 4R | 2R   | KF   | 3R   | 1R   | 1R   |      |      |
| Wimbledon       | –    | 2R   | 2R   | 1R   | 3R   | 1R   | –    | 4R | 1R   | 4R   | g.t. | 2R   | 4R   |      |      |
| US Open         | 2R   | 1R   | 2R   | 1R   | –    | –    | –    | 1R | 1R   | 4R   | 4R   | 2R   | 3R   |      |      |

### Vrouwendubbelspel
| Australian Open | 1R | 1R | 3R | 1R | 3R | 1R | –  | –  | 3R | –  | KF |
| Roland Garros   | 2R | 1R | 2R | 1R | –  | 1R | –  | 1R | 2R | KF | 1R |
| Wimbledon       | 1R | –  | 3R | 3R | –  | 1R | –  | 2R | 3R | 2R | –  |
| US Open         | 3R | 1R | 1R | 1R | –  | –  | 1R | 1R | –  | 2R | –  |

### Gemengd dubbelspel
| toernooi        | 2012 |
| --------------- | ---- |
| Australian Open | –    |
| Roland Garros   | –    |
| Wimbledon       | 2R   |
| US Open         | –    |